# Studeničani
Studeničani (makedonska: Студеничани) är en ort i Nordmakedonien.   Den är huvudort i kommunen med samma namn, i den centrala delen av landet, 12 kilometer sydost om huvudstaden Skopje. Studeničani ligger 292 meter över havet och antalet invånare är 18 219.